# Południowe Skały

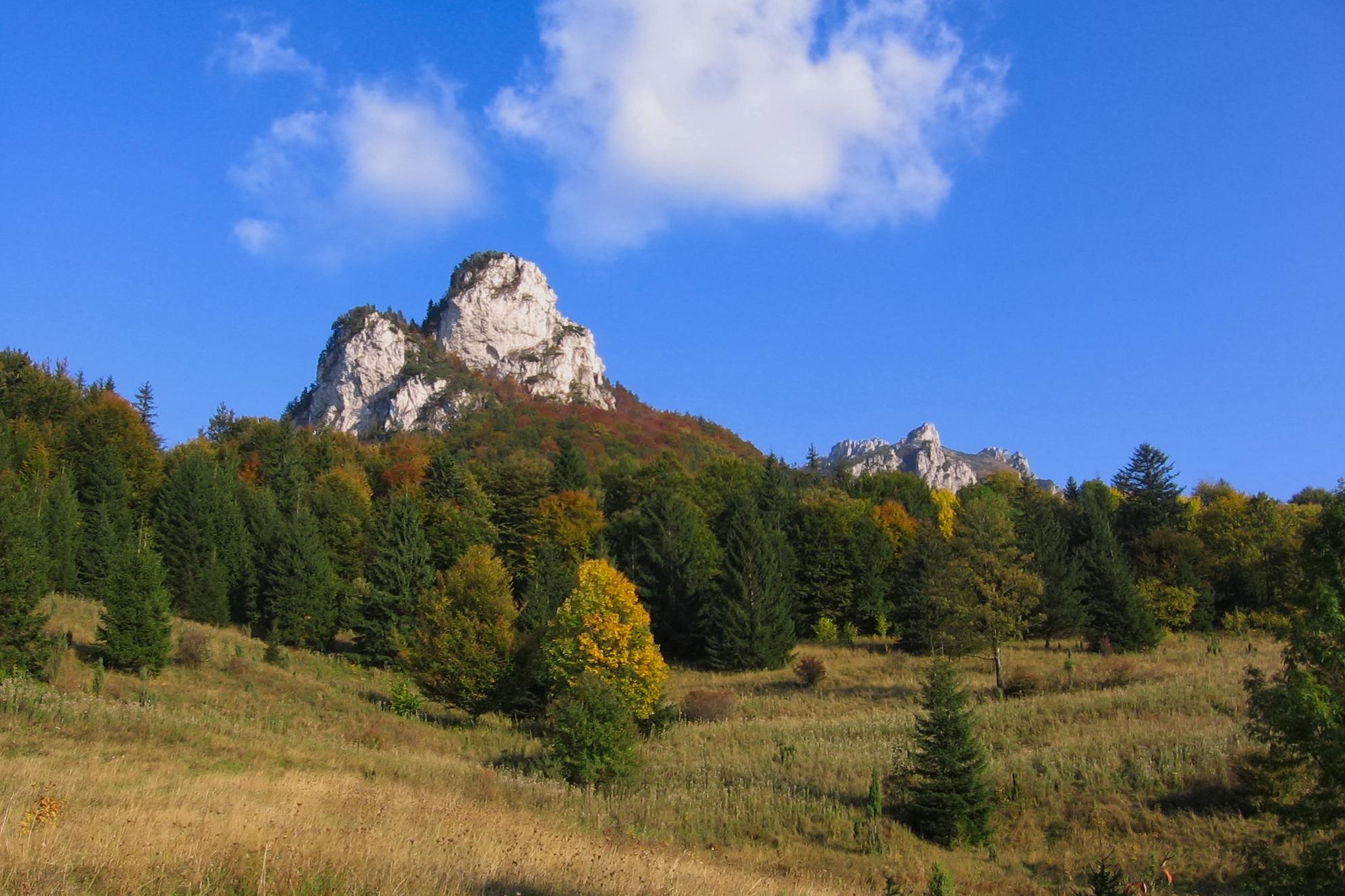
Południowe Skały widziane z Vrátnej doliny

Południowe Skały (słow. Poludňové skaly) – zakończenie północnej grani Wielkiego Rozsutca w słowackiej Małej Fatrze, odchodzącej od jego niższego, północno-wschodniego wierzchołka i opadającej ku przełęczy Vrchpodžiar. Grań ta w połowie swojej długości, naprzeciwko Tanečnicy, zakręca w zachodnim kierunku tak, że Południowe Skały mają przebieg równoleżnikowy.
Południowe Skały to skalista, postrzępiona grań zbudowana z wapieni. U jej podnóży znajdują się piargi i kamienne usypiska. Stoki północne opadają do Hornych dier, południowe do Kremennej doliny (odgałęzienie Novej doliny). Nad Štefanową widoczne są jako grzebień skalistych turni. Są turystycznie niedostępne: zielony szlak turystyczny prowadzi jedynie od przełęczy Vrchpodžiar ich zachodnim, zalesionym zakończeniem oraz północnymi podnóżami ponad dolinami Horné diery i Tesná rizňa. Znajdują się na obszarze ochrony ścisłej, w granicach rezerwatu przyrody Rozsutec.

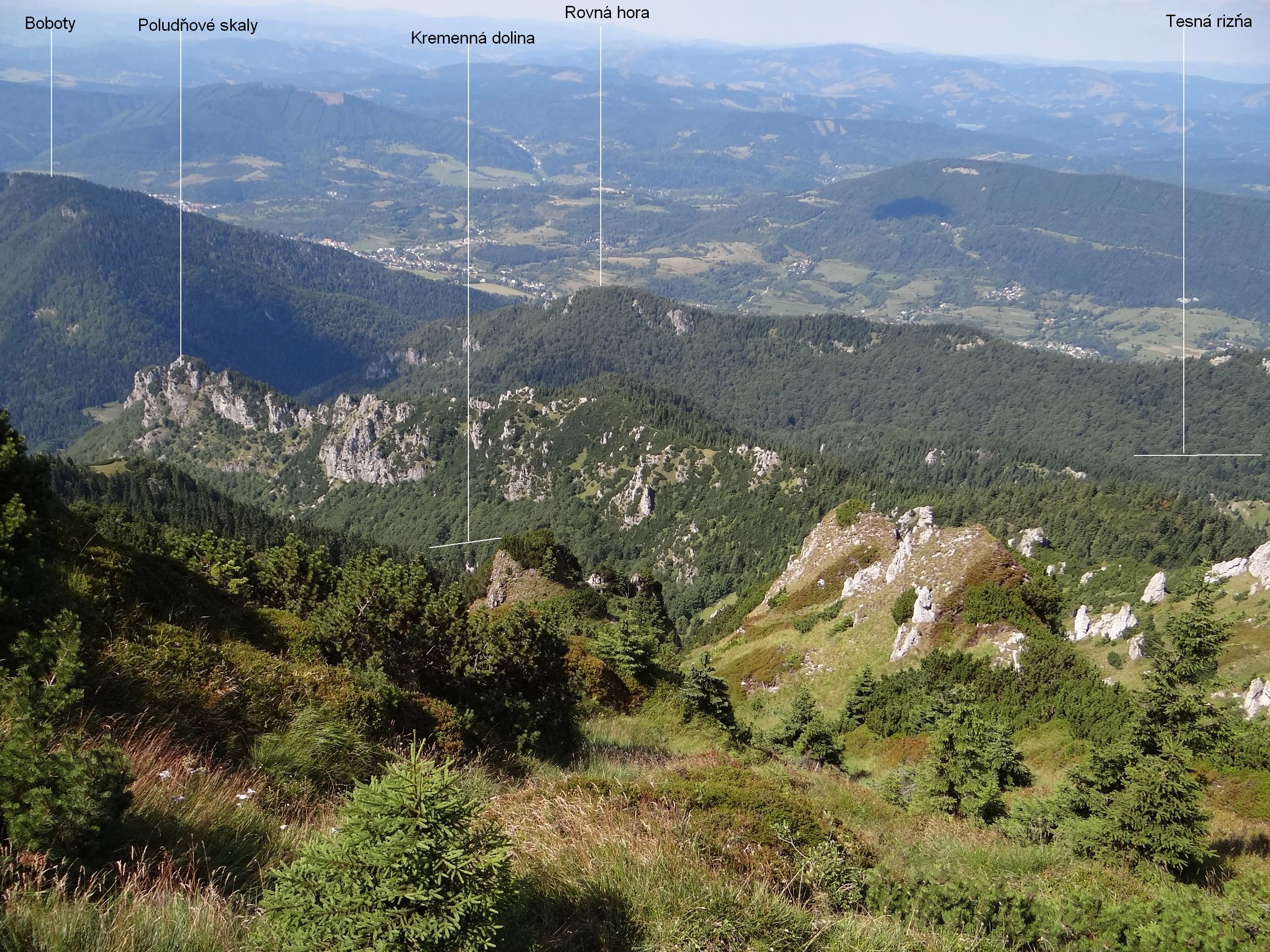
Widok z Wielkiego Rozsutca